# Belowo (Kaliningrad)
Belowo (russisch Белово, deutsch Perpolken, litauisch Perpulkos) ist ein Ort in der russischen Oblast Kaliningrad und gehört zur kommunalen Selbstverwaltungseinheit Stadtkreis Gwardeisk im Rajon Gwardeisk. Auch Überbleibsel der Ortsstelle Perkeisten/zu Roddau gehören offenbar mit zu Belowo.

## Geographische Lage
Belowo liegt im Osten des Samlandes westlich der russischen Fernstraße R 512. Bis zur einstigen Kreisstadt Snamensk (Wehlau) sind es 21 Kilometer in südöstlicher Richtung. Eine Bahnanbindung besteht nicht. Bis 1945 waren Roddau und Perkuiken (heute beide russisch: Nachimowo und bereits zum Rajon Polessk gehörig) die nächsten Bahnstationen an der Bahnstrecke Tapiau–Labiau (russisch: Gwardeisk–Polessk) der Wehlau–Friedländer Kreisbahnen, die heute nicht mehr betrieben wird.

## Geschichte
Das Gutsdorf Perpolken wurde 1874 in den neu errichteten Amtsbezirk Goldbach (heute russisch: Slawinsk) im Kreis Wehlau, Regierungsbezirk Königsberg, in der preußischen Provinz Ostpreußen eingegliedert. Im Jahre 1910 zählte das Dorf 70 Einwohner.
Im Jahre 1438 wurde der Ort Perkeisten erwähnt, der in unmittelbarer Nachbarschaft von Perkuiken lag und 1683 als dessen Vorwerk galt. Er war damals im Besitz des Achatz von der Trenck. Den Ort prägte ein großer Hof, und die Zahl der Einwohner betrug 1905 immerhin 41. 1911 wurde der Ort als zu Roddau zugehörig genannt, und danach verschwand der Name Perkeisten völlig.
Am 30. September 1928 gab Perpolken seine Eigenständigkeit auf und schloss sich mit der Landgemeinde Roddau-Perkuiken und dem Gutsbezirk Wilhelminenhof zur neuen Landgemeinde Roddau-Perkuiken zusammen.
Als Kriegsfolge kam Perpolken mit dem nördlichen Ostpreußen 1945 zur Sowjetunion und erhielt 1947 die russische Bezeichnung „Belowo“. Gleichzeitig wurde der Ort in den Dorfsowjet Slawinski selski Sowet im Rajon Gwardeisk eingegliedert. Von 2005 bis 2014 gehörte der Ort zur Landgemeinde Slawinskoje selskoje posselenije und seither zum Stadtkreis Gwardeisk.

## Kirche
Die Bevölkerung Perpolkens war vor 1945 fast ausnahmslos evangelischer Konfession. Das Dorf war in das Kirchspiel der Kirche Goldbach (Ostpreußen) (heute russisch: Slawinsk) im Kirchenkreis Wehlau in der Kirchenprovinz Ostpreußen der Kirche der Altpreußischen Union eingepfarrt. Heute liegt Belowo im Einzugsbereich der in den 1990er Jahren neu entstandenen evangelisch-lutherischen Gemeinde in Turgenewo (Groß Legitten), einer Filialgemeinde der Auferstehungskirche in Kaliningrad (Königsberg) in der Propstei Kaliningrad der Evangelisch-lutherischen Kirche Europäisches Russland.